# Agata Przekora-Kuśmierz
Agata Natalia Przekora-Kuśmierz – polska biotechnolog, profesor nauk medycznych i nauk o zdrowiu, wykładowca Uniwersytetu Medycznego w Lublinie. 

## Życiorys
W 2009 uzyskała dyplom magistra biotechnologii na UMCS w Lublinie i podjęła studia doktoranckie w Katedrze i Zakładzie Biochemii UM w Lublinie, gdzie po roku została zatrudniona. Pracę doktorską Nowe kompozyty na bazie chitosanu do stosowania w inżynierii tkankowej kości napisała i obroniła pod kierunkiem prof. Grażyna Ginalskiej. Habilitowała się na podstawie cyklu publikacji Wykorzystanie modeli komórkowych in vitro do oceny przedklinicznej rusztowań kostnych na bazie naturalnych polimerów. 

## Działalność naukowa
Prowadzi głównie badania nad nowatorskimi biomateriałami. W 2020 została finalistką nagród naukowych Polityki i była nominowana do nagrody "Naukowiec przyszłości". Opracowała nowatorski materiał opatrunkowy o wysokiej chłonności, na które zostały przyznane patenty.